# Santa Martina in Tribus Foris
Santa Martina in Tribus Foris, även benämnd Santa Martina och Santa Martina in Tribus Fatis, var en kyrkobyggnad i Rom, helgad åt den heliga jungfrumartyren Martina. Kyrkan var belägen på den plats där nu Santi Luca e Martina står vid Forum Romanum i Rione Campitelli.
Tillnamnet ”Tribus Foris” syftar på att kyrkan gränsade till tre forum: Forum Romanum, Caesars forum och Nervas forum, medan ”Tribus Fatis” åsyftar statyer föreställande de tre parcerna, de romerska ödesgudinnorna, vilka stod i närheten.
Från kyrkan Santa Martina utgick kyndelsmässoprocessionen, processione della Candelora, en liturgisk tilldragelse vilken hade instiftats av påve Gelasius I (492–496).

## Kyrkans historia
Kyrkan Santa Martina uppfördes på ruinerna av Secretarium Senatus, den romerska senatens domstol. Tidigare har det antagits att kyrkan byggdes under påve Honorius I:s (625–638) pontifikat, men senare forskning har visat att kyrkan uppfördes år 677 under påve Donus (676–678). Kyrkans första dokumenterade omnämnande återfinns i biografin över påve Hadrianus I (772–795) i Liber Pontificalis.
Kyrkan genomgick en restaurering under påve Leo III (795–816). Påve Alexander IV (1254–1261) lät restaurera kyrkan på nytt och nykonsekrerade den år 1257. Kyrkans grundplan var rektangulär med en liten absid. Enligt uppgift var kyrkorummet 18,17 meter långt och 8,92 meter brett. På fasaden till kyrkan satt en relief; denna kan ha föreställt den heliga Martina.
Efter omstruktureringen av området kring kyrkorna Santa Martina och Sant'Adriano (Curia Iulia) under överinseende av kardinal Michele Bonelli anlades omkring år 1570 en gata mellan de bägge kyrkorna – Via Bonella, uppkallad efter kardinalen.
Med en bulla promulgerad den 24 maj 1588 förlänade påve Sixtus V (1585–1590) kyrkan åt Accademia di San Luca, som tidigare hade huserat i San Luca all'Esquilino i närheten av basilikan Santa Maria Maggiore.
I slutet av 1500-talet genomfördes omfattande renoveringar av kyrkan, efter ritningar av arkitekten Ottaviano Mascherino. Giovanni Battista Montano, Federico Zuccari och Giovanni Baglione presenterade förslag till en ny kyrkobyggnad, men inget av dessa förverkligades, då tillräckliga medel saknades. År 1626 blev kardinal Francesco Barberini, brorson till påve Urban VIII, kardinalprotektor för Accademia di San Luca; kardinalen förordade Pietro da Cortona som akademiens principe år 1634. Pietro fick därtill tillåtelse att inreda Santa Martina-kyrkans krypta till ett familjegravkapell. Vid arbetena i kryptan påträffades relikerna efter Martina jämte de efter martyrerna Concordius och Epifanius; denna sensationella upptäckt fick påve Urban VIII att beordra att en helt ny kyrkobyggnad – Santi Luca e Martina – skulle uppföras på platsen. Uppförandet av den nya kyrkan, efter ritningar av Pietro da Cortona, pågick mellan 1635 och 1650, då den konsekrerades. Innan dess nedrevs emellertid kyrkan Santa Martina.
Ovanför porten till Santa Martina-kyrkan fanns följande inskrift:

## Omnämningar i kyrkoförteckningar
| Katalog                      | År         | Benämning                                          |
| ---------------------------- | ---------- | -------------------------------------------------- |
| Catalogo di Cencio Camerario | 1192       | sce. Martine                                       |
| Il Catalogo Parigino         | cirka 1230 | s. Martina                                         |
| Il Catalogo di Torino        | cirka 1320 | Ecclesia sancti Martine est capella epi. Ostiensis |
| Il Catalogo del Signorili    | cirka 1425 | sce. Martine                                       |

## Bilder
| - Kyrkorna Santa Martina och Sant'Adriano vid Forum Romanum. Ritning utförd av Baldassare Peruzzi och Sallustio Peruzzi. - Santa Martina, här benämnd SCAE MARTINAE, på Rodolfo Lancianis karta över det antika och det moderna Rom från år 1893–1901. Kartutsnittet visar även kyrkan Sant'Adriano, här benämnd SCI HADRIANI, samt Via Bonella. - Dagens kyrka på platsen – Santi Luca e Martina. |

Giovanni Battista Nollis topografiska karta över Rom från år 1748

Santi Luca e Martina (nummer 97).
Övriga byggnader (i urval): 94) Sant'Adriano, 95) Oratorio di Santa Maria del Riscatto, 96) Septimius Severusbågen, 98) Via Bonella, 921) San Giuseppe dei Falegnami med San Pietro in Carcere samt 922) Oratorio di San Giuseppe dei Falegnami.